# Gelbe Rucksackschnecke
Die Gelbe Rucksackschnecke (Testacella scutulum) ist eine Art der Gattung Rucksackschnecken (Testacella) aus der Unterordnung der Landlungenschnecken (Stylommatophora). 

## Beschreibung
Das ausgestreckt acht bis zwölf Zentimeter messende Tier ist lebend gewöhnlich gelb gefärbt und trägt schwarze oder braune Flecken. 

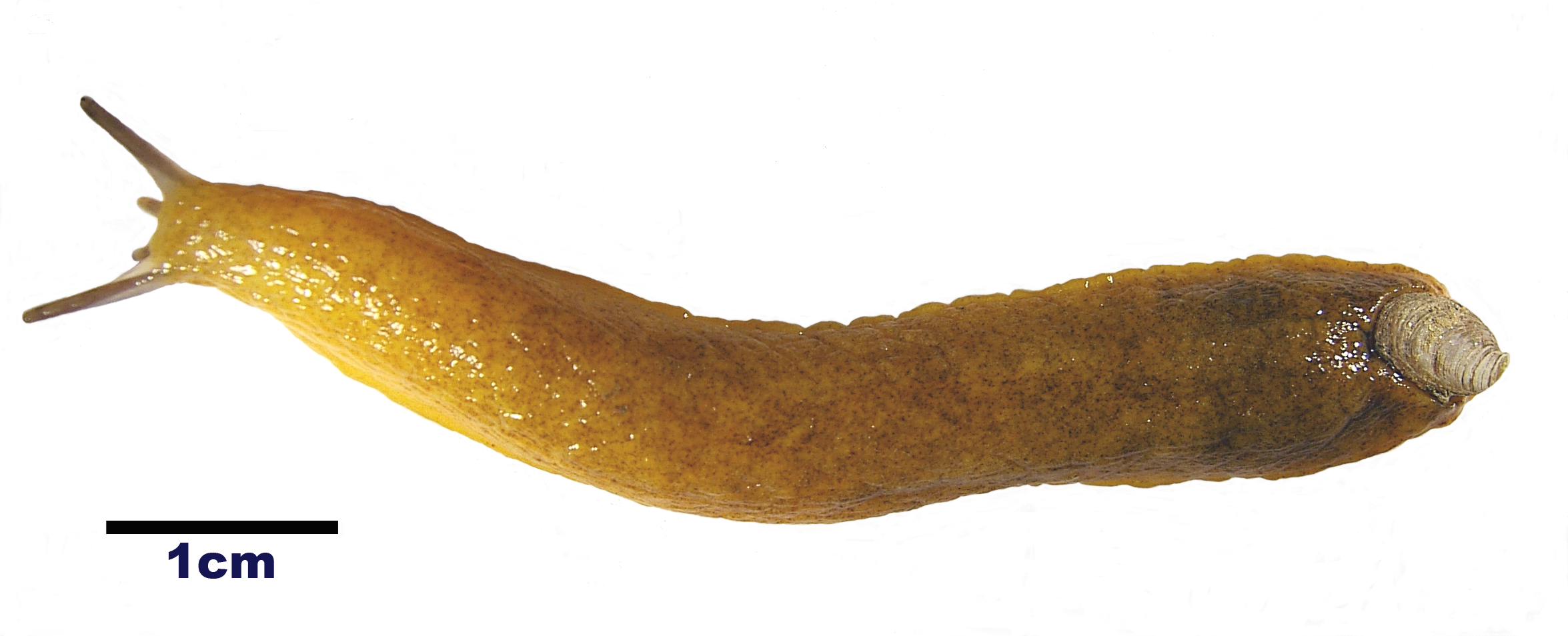
Testacella scutulum aus einem feuchten Garten in Scarborough, Yorkshire, England

Die seitlichen Furchen beginnen gemeinsam an einem sichtbaren Punkt am vorderen Mantelrand.

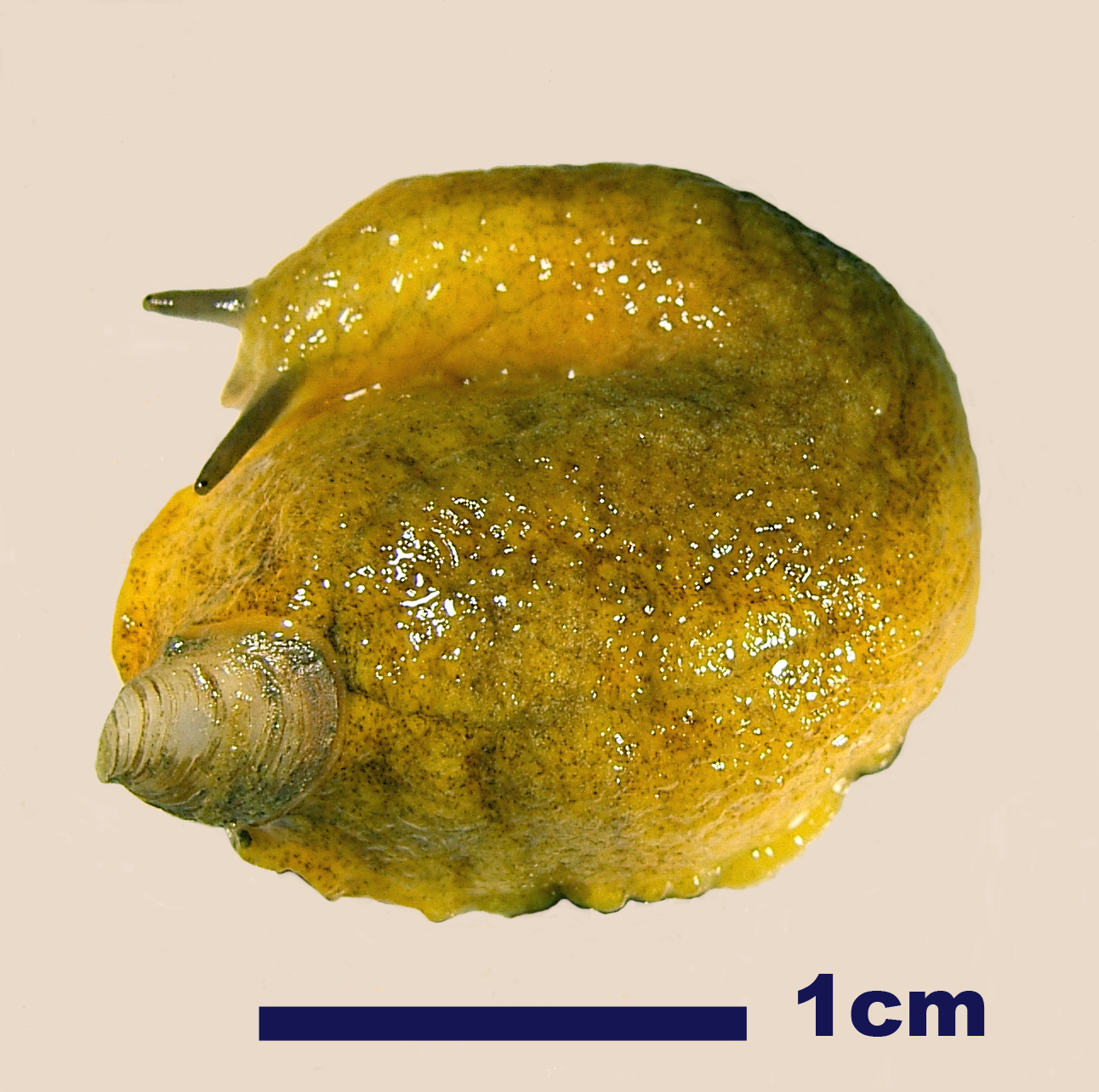
Dieselbe Schnmecke halbausgestreckt von hinten. Die seitlichen Furchen entspringen stark genähert vom Vorderrand des Mantels.

Das Schälchen ist klein und flach, sechs bis sieben Millimeter lang und vier Millimeter breit. Es hat eine fast dreieckige Form und ist oben abgeflacht, manchmal konkav. Das obere Ende der zentralen Spindel des Schneckenhauses (Columella) ist scharf angestutzt. Das Periostracum ist dicker und weniger stark abgeschliffen als bei der Graugelben Rucksackschnecke (Testacella haliotidea).

## Vorkommen
Sie kommt in Westfrankreich, England und Irland sowie in Spanien, Kroatien, Italien, Sizilien und auf den Kanarischen Inseln besonders in Gärten und Parks vor. Die Gelbe Rucksackschnecke hält sich tagsüber in Tiefen von zehn bis dreißig Zentimetern in der Erde auf und kommt am Abend an die Oberfläche.